# 牧山村
牧山村（まきやまそん）は、岡山県御津郡にあった村。現在の岡山市北区の一部にあたる。

## 地理
吉備高原南部、旭川が吉備高原から岡山平野に出るところの右岸に位置していた。
- 山岳：辻の山、金山、上ノ山[2]

## 歴史
- 1889年（明治22年）6月1日、町村制の施行により、津高郡高野村、北野村、下牧村、中牧村、中山村が合併して村制施行し、牧山村が発足[1][2]。旧村名を継承した高野、北野、下牧、中牧、中山の5大字を編成[2]。
- 1900年（明治33年）4月1日、郡の統合により御津郡に所属[1][2]。
- 1953年（昭和28年）
  - 3月1日、大字高野字高野尻を岡山市に編入し岡山市高野尻となる[1][2]。
  - 4月1日、御津郡宇垣村・金川町・宇甘東村・宇甘西村、赤磐郡五城村・葛城村と合併し御津郡御津町を新設して廃止された[1][2]。合併後、御津町大字高野・北野・下牧・中牧・中山となる[2]。

### 地名の由来
当地一帯が江戸時代に岡山藩の狩猟場、牧山であったことから。

## 産業
- 農業、養蚕、果樹、花卉[2]

## 交通

### 鉄道
- 1898年（明治31年）中国鉄道中国線（現津山線）開通し、大字下牧に牧山駅開設[2]。

### 県道
- 津高法界院停車場線[2]